# 四氟化钯
四氟化钯是一种钯和氟形成的无机化合物，化学式为PdF4。其中钯的氧化态为+4，这也是钯已发现的最高氧化态。

## 结构
该化合物为反磁性物质，其中钯的配位数为8，钯位于两个四面体的中心。

## 制备
三氟化钯与氟气在大约7个大气压和300 °C下反应数天可得四氟化钯：
{\displaystyle {\rm {\ 2PdF_{3}+F_{2}{\xrightarrow {7atm,300^{o}C}}2PdF_{4}}}}

## 性质
四氟化钯是一种强氧化剂，在潮湿的空气中迅速水解。